# 賜死
賜死（しし）とは、死刑の一種。君主が臣下、特に貴人に対して自殺を命じることを指すが、単純に君主の命令（王命）による死刑を賜死と呼ぶこともある。
本来、「死を賜う」という漢語は君主を主語として「死を与える」という意を表すものであるが、近世以後の日本語においては臣下の視点で「死をもらう」という正反対の意にも用いられる。本項の解説においては混乱を避けるため、臣下側が主語となる場合には「賜死を受ける」というような表現を用いる。

## 概要
通常の死刑より恩情のある措置であることが多い。これは取調べや裁判によって名誉を傷つけられることを防ぎ、正式に重罪が宣告された場合の連座を防ぐことができるためであり、そのことを間接的に示す例として、唐代の中国の国俊という官吏が賜死を拒否したために一族全員が族誅に処せられた記録がある。また、赤松持貞や国司親相などの切腹にみられるように、貴族やその家臣が一身で責任を取る形で賜死を受けることにより、親族の生命だけでなく、生活基盤となる爵位や領国といった世襲財産を守ることができた。
法に基づかず、君主の強権をもって死を賜ることも多く、有名な例としてはルキウス・アンナエウス・セネカやウラジーミル・アンドレエヴィチなどの賜死が挙げられる。この場合、名誉を守るための自死というよりも、賜死を受け入れない場合私刑により惨殺されることを恐れての死であることが少なくない。賜死が非合法に行なわれた場合、死因が伏せられて李文忠のように病死などとされることもある。軍人であればエルヴィン・ロンメルのように戦死・戦病死となどと発表されることもある。
一方で、東アジアでは、賜死が正式に法制化されていたことがあった。上流階級の身分特権として定められることが多く、家格による貴賤の格差が激しかった唐朝、皇族を中心とした貴族制を敷いた奈良時代の朝廷、両班が官職を壟断した李氏朝鮮、武家階級のみで権力を独占した江戸幕府などが賜死を定めている。
『新唐書』「刑法志」は、「五品以上罪が死を論ずらば、車に乗りて刑に就き（つまり縄縛され、衆目にさらされながら連行されることがない）、大理正これに蒞む。或いは家において賜死す」とあり、賜死が正式に許されている。日本の『令義解』「獄令」においても、「五位以上及び皇親は、悪逆以上に非ざるを犯さば、家において自尽するを聴す」としている。
李氏朝鮮においても高級官僚には賜薬の制度があった。また、古代ギリシアでは市民を死刑に処す場合、ドクニンジンをもって死を賜っており、ソクラテスの例がよく知られている。
古代中国で死を賜る場合、自殺の道具を贈る風習があった。有名な例として、伍子胥・白起は剣、楊貴妃・ヘシェンは白布、公孫晃・賈南風は毒酒を贈られている。

## 日本における賜死
奈良期の日本においては、上記のとおり五位以上の貴族あるいは皇族は賜死を受けることが許され、大津皇子や長屋王などが自害している。
一方で平安期に入ると、御霊信仰により高位の者を死罪にすること自体が忌まれたため、賜死は行われなくなった。しかし、治承・寿永以後になると権力闘争は苛烈になり、政敵を滅ぼさなければ自分が滅ぼされるという状況において、御霊の祟りなど生ぬるい観念が語られることもなく、藤原信頼（正三位）・信西（正五位下）などの顕官が斬首された。鎌倉時代においても、葉室光親（正二位）・日野資朝（従三位）などが斬首されている。
武家社会において早くから行われていた「切腹」は、江戸期に入ると法制的に確立され、武家が死罪に抵たる罪を犯した場合は、通常の処刑によらず自ら切腹し賜死を受けることが許された。豊臣秀次はこの例にあたる。大名級で賜死を受けることを許されず、斬首されることは非常な大罪を犯したことを意味した。具体的には、島原の乱後に悪政を問われた松倉勝家（切腹処分ともいわれている）、関ヶ原の戦い後の石田三成・小西行長・安国寺恵瓊の斬首の例がある。また、幕末の争乱期には武家であっても容赦なく斬首され、旗本では小栗忠順（2500石）、藩臣では楢山佐渡・萱野長修（いずれも家老）が処刑されている。
士族の切腹の制度は明治初の「新律綱領」まで維持されたが、「改定律例」の適用により廃止された。